# 汪克强
汪克强（1965年11月—），男，汉族，安徽桐城人，中共党员，现任中国科学院副院长。

## 生平
1989年本科毕业于安徽师范大学中文系，同年进入中国科学技术大学工作。曾任中国科学技术大学校长办公室副主任（副处级）、主任（正处级），中国科学技术大学副秘书长、秘书长等职。2003年在中国科学技术大学获博士学位。2006年调任中国科学院办公厅副主任。2010年起，历任中国科学院电子学研究所党委书记、副所长、研究员，中国科学院办公厅主任、党组办公室主任，中国科学院发展规划局局长。
2016年5月，出任中国科学院副秘书长。2020年5月，任中国科学院党组成员、秘书长。
2023年5月，任中国科学院副院长。
长期从事科技和高等教育管理与研究工作，兼任中国发展战略学研究会副理事长、中国行政管理学会常务理事、《中国科学院院刊》副主编等。